# Tatort: Für immer und dich
Für immer und dich ist ein Fernsehfilm aus der Krimireihe Tatort. Der vom Südwestrundfunk produzierte Beitrag ist die 1087. Tatort-Episode und wurde am 10. März 2019 im Ersten ausgestrahlt. Die Freiburger Ermittler Tobler und Berg ermitteln ihren vierten Fall.

## Handlung
Ein Mann und ein Teenager überqueren die deutsche Grenze und fahren durch den Schwarzwald. Aus dem Verhalten der beiden zueinander wird dem Zuschauer schnell klar, dass es sich nicht um Vater und Tochter handelt. Als ihnen bei einer nächtlichen Rast zwei Jugendliche eine Laptoptasche aus dem Auto stehlen, verfolgt der Mann die Diebe, die mit Motorrollern über die kurvigen Straßen fliehen. Der Verfolger holt den Täter ein, doch als dieser während der Flucht die Tasche wegwirft, fährt er versehentlich auf den Roller auf. Fahrer samt Roller stürzen einen Abhang hinunter.
Die Ermittler Berg und Tobler werden zu dem Toten am Abgrund gerufen. Da klar ist, dass es Fremdeinwirkung gab – ein roter Seitenspiegel wird gefunden –, übernimmt Friedemann Berg die Ermittlungen. Franziska Tobler kümmert sich unterdessen um den seit zwei Jahren offenen Fall der verschwundenen Emily Arnold, denn deren Mutter glaubt – zum wiederholten Male –, ihre Tochter vor kurzem gesehen zu haben. Friedemann hält das für vertane Zeit, Franziska verfolgt trotzdem die Hinweise.
Durch den Freund des verunglückten Diebes erfahren die Ermittler, was sich vor dem tödlichen Unfall abgespielt hat. Dank dieser Hinweise kann der Unfallwagen in Freiburg gefunden werden. Es finden sich darin Fingerabdrücke von Emily Arnold, außerdem Hundefutter und -haare. Möglicherweise lebt Emily noch, ist aber nicht allein unterwegs. Währenddessen wird der Zuschauer Zeuge der ambivalenten Beziehung zwischen Emily und ihrem Begleiter Martin Nussbaum. Die beiden haben sich in einer verlassenen Skihütte im Wald einquartiert. Martin Nussbaum besucht mehrmals seine Mutter, die mit seinem Bruder Rolf in Freiburg eine Gärtnerei betreibt. Er beabsichtigt, angeblich für seine berufliche Zukunft, von seiner Mutter eine große Geldsumme zu bekommen, um mit Emily nach Brasilien auszuwandern. Emily bleibt unterdessen mit ihrem Hund im Wald zurück. Auf der Suche nach ihrem weggelaufenen Hund findet sie ihn an einer Tankstelle und freundet sich mit einem etwa gleichaltrigen Mädchen an, das dort jobbt.
Da sein Bruder die Geldauszahlung verhindert, scheitert Martins Plan. Zuvor hat er Emilys Hund erschlagen. Als das Mädchen dies herausfindet, packt sie wutentbrannt ihre Sachen und es kommt zu einem heftigen Streit. Am Ende werden Martin und Emily gefunden, weil der Chip des erschlagenen Hundes Tobler und Berg auf die Spur Nussbaums bringt. Martin wird verhaftet und Emily kehrt zu ihrer Mutter zurück.

## Hintergrund
Der Film wurde vom 26. Juni 2018 bis zum 27. Juli 2018 in Freiburg, Baden-Baden und Umgebung gedreht. Die Premiere fand bei den Hofer Filmtagen 2018 am 25. Oktober 2018 statt. Der Film erinnert an den tatsächlichen Fall der für fünf Jahre mit einem älteren Begleiter verschwundenen Freiburgerin Maria H., die nach Abschluss der Dreharbeiten heimkehrte. Regisseurin Julia von Heinz erzählt jedoch nicht deren Geschichte nach. Allerdings bezieht sie sich nach eigener Aussage auf den Tatort Reifezeugnis, der 40 Jahre zuvor eine ähnliche Paarkonstellation erzählte.
Am Ende des Films und während des Abspanns läuft das titelgebende Lied Für immer und Dich von Rio Reiser.

## Rezeption

### Kritiken
„Spielgefährte, väterlicher Freund, Vergewaltiger – Andreas Lust öffnet alle pathologischen Facetten seiner Figur, ohne ihre Schuld auch nur eine Sekunde zu relativieren. Nussbaum ist eine arme Wurst, die nie in der Erwachsenenwelt angekommen ist, und ein genialer Manipulator, der seinem Opfer eine perfide Märchenwelt aufbaut, aus der sie sich im Laufe dieses bis an die Schmerzgrenze aufwühlenden ‚Tatort‘ zu befreien versucht.“

„Auch wenn der Mann aggressiv und im höchsten Maße manipulativ ist, Regisseurin Julia von Heinz versucht, die kleine Emily nicht nur als Opfer dastehen zu lassen. Ob das gelungen und vertretbar ist, das wird sicher für Diskussionen sorgen. Gespielt wird diese Emily jedenfalls ganz grandios von Meira Durand: sehr selbstbewusst und doch suchend, sich ausprobierend, verrückt, zart, stark, wunderbar ambivalent – genauso wie ihr Verhältnis zu dem Mann, mit dem sie durchbrennt.“

Der Film-Dienst bewertete den Film mit vier von fünf möglichen Sternen und lobte ihn als einen „Krimi, der sein schwieriges Sujet dank eines sensiblen Drehbuchs und hervorragender Darsteller außergewöhnlich packend meistert.“

### Einschaltquoten
Die Erstausstrahlung von Für immer und dich am 10. März 2019 wurde in Deutschland von 9,14 Millionen Zuschauern gesehen und erreichte einen Marktanteil von 25,3 % für Das Erste.

### Auszeichnungen
Beim Fernsehfilmfestival Baden-Baden 2019 gewann Für immer und dich den Fernsehfilmpreis der Deutschen Akademie der Darstellenden Künste und erhielt zudem eine lobende Erwähnung der Studierendenjury.